# Ghiacciaio Cosmonette
Il ghiacciaio Cosmonette è un ghiacciaio lungo circa 15 km situato nella parte nord-occidentale della Dipendenza di Ross, nell'Antartide orientale. Il ghiacciaio, il cui punto più alto si trova a circa 1000 m s.l.m., si trova sulla costa di Borchgrevink, nella parte centro-meridionale dei monti Southern Cross, dove fluisce verso est costeggiando il versante settentrionale dei colli Daley, fino a unire il proprio flusso a quello del ghiacciaio Aviator.

## Storia
Il ghiacciaio Cosmonette (ossia "cosmonauta di sesso femminile" in inglese) è stato così battezzato dai membri del reparto settentrionale della spedizione neozelandese di ricognizione geologica antartica svolta nel 1962-63, in associazione con i nomi del ghiacciaio Cosmonaut ("cosmonauta") e del ghiacciaio Astronaut ("astronauta").